# Dārāb-nāma (British Library Or. 4615)

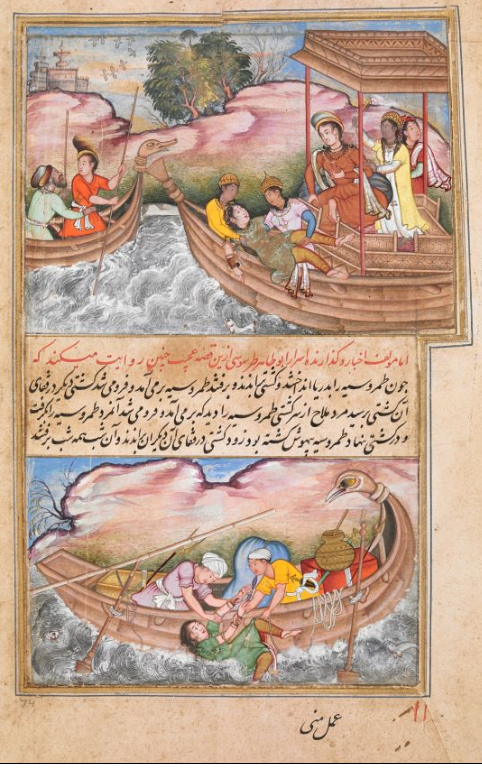
Fol. 56v: Tamrūsīya wird von den Dienerinnen Zangdilīsas ins Meer geworfen. Maler: Manī.

Die Handschrift Or. 4615 der British Library ist ein illustriertes Manuskript des Dārāb-nāma, das um 1585 im Atelier des Mogulherrschers Akbar (reg. 1556–1605) entstand.

## Gestalt der Handschrift
Das Manuskript ist unvollständig und bricht nach etwa einem Drittel der Erzählung, zu Beginn von Kapitel 14, ab. Die gesamte Iskandar-Geschichte ist nicht mehr enthalten. Die Handschrift umfasst 129 Folios, die in sich ebenfalls nicht komplett sind. Sie tragen Nummerierungen bis 160; es fehlen folglich 31 Folios. Die insgesamt 157 Illustrationen sind bis 200 nummeriert. Von den ursprünglich 200 Bildern sind also 43 verloren gegangen.  Der Einband der reinen Textseiten ist europäischer Provenienz. Die Bilder sind separat davon eingerahmt. Sie alle lassen sich über eine Informationsseite der British Library einzeln online aufrufen.  Die Folios aus Papier haben eine Größe von 35,5 × 23 cm, das goldumrahmte Schriftfeld misst 23,5 × 14 cm und enthält 25 Textzeilen in Nastaʿlīq. Die gesamte Handschrift, Text und Bilder, ist digitalisiert.

## Geschichte des Manuskripts
Auf Fol. 1r hat der Mogulherrscher Dschahangir persönlich notiert: „Am fünften des Monats Āzar [Jahr 1] [1605] in die Bibliothek dieses Bittstellers [am Hof Gottes] gekommen. Geschrieben von [Nūr ad-Dīn Dschahāngīr], Sohn von Akbar Ghāzī.“ Aus der Zeit von Dschahāngīrs Nachfolgern finden sich in der Handschrift keine Vermerke, entweder, weil es keine gab, oder weil sie mit den heute fehlenden Seiten verlorengegangen sind. Ob dieses Dārāb-nāma überhaupt jemals vollständig war, kann heute nicht mehr festgestellt werden. Sicher ist aber, dass das Manuskript bereits auf Fol. 129 endete, als es in den Besitz der Nawabs von Avadh überging, denn auf diesem Folio haben die neuen Eigentümer insgesamt vier Siegel angebracht. Die beiden am unteren Rand der Seite sind die früheren. Die dort genannten Daten sind aber nur schwer zu entziffern. Sie werden entweder als 1244h (1828–29) oder als 1250h (1834–35) gelesen. Beide Daten fallen in die Regierungszeit von Suleyman Dschāh (reg. 1827–1837), dessen Name auf dem Siegel deutlicher zu sehen ist.  Die Siegel am rechten Rand tragen erkennbar die Daten 1260h (1844) und 1263h (1846–47). Die Handschrift ist also spätestens in den 1830er Jahren in die Bibliothek von Avadh gekommen und war 1846/47 noch dort, wie das jüngste Siegel belegt.
Über den Weg des Manuskripts nach Europa ist nichts bekannt. Gemäß einem handschriftlichen Eintrag auf Fol. iir hat die British Library das Werk am 15. Februar 1893 von dem berühmten Buchhändler Bernard Quaritch angekauft.

## Klassifizierung
Dschahangir hat die Dārāb-nāma-Handschrift nicht besonders hoch geschätzt. In einem Eintrag auf dem ersten Folio ordnet er sie lediglich als „dowwom“ (pers. zweite) ein.  In dem   Bewertungssystem, das vor allem Schāh Dschahān und Dschahāngīr für die Werke in ihrer Bibliothek verwendeten, entspricht das etwa einem mittleren Rang.  Auch wenn für die Klassifizierung der Manuskripte keineswegs nur das Niveau der Illustrationen ausschlaggebend war, mag die auffällig ungleichmäßige Qualität der Bilder im Dārāb-nāma doch ein wichtiger Grund für Dschahāngīrs Urteil gewesen sein. Neben harmonischen Kompositionen von meisterhaften Künstlern, wie zum Beispiel Basāwan, Dschagan und Miskīn, stehen einfachste Bilder von weniger erfahrenen oder ungeübten Malern, wie Ibrāhīm Lahōrī.

## Ateliervermerke
Dass die Maler namentlich bekannt sind, haben wir der Bürokratisierung der Mogulbibliothek zu verdanken. Das vorliegende Dārāb-nāma ist nach heutigem Wissensstand die erste Handschrift, in der die höfischen Bibliothekare die Bilder durchgängig mit den Namen der Künstler versehen haben, damit diese ihrer Leistung entsprechend entlohnt werden konnten. Auch wenn solche Ateliervermerke schon vereinzelt in dem zeitlich etwas früheren Tutī-nāma im Cleveland Museum of Art auftauchen, wurden sie doch erst ab dem Dārāb-nāma zum Standard. Insgesamt finden sich die Namen von mehr als vierzig Malern. Einige sind hier mit ihren ersten zuordenbaren Werken vertreten. Basāwan, Dschagan und Sānwala erwähnt auch Akbars Hofchronist Abū'l Fazl in seinem Āʾīn-i Akbarī.

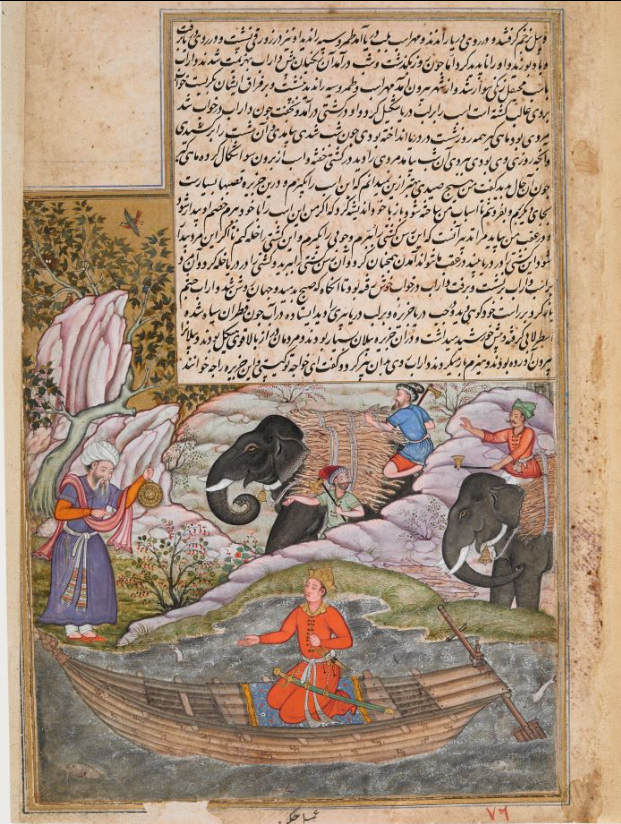
Fol. 31r: Dārāb in einem Boot. Maler: Dschagan.
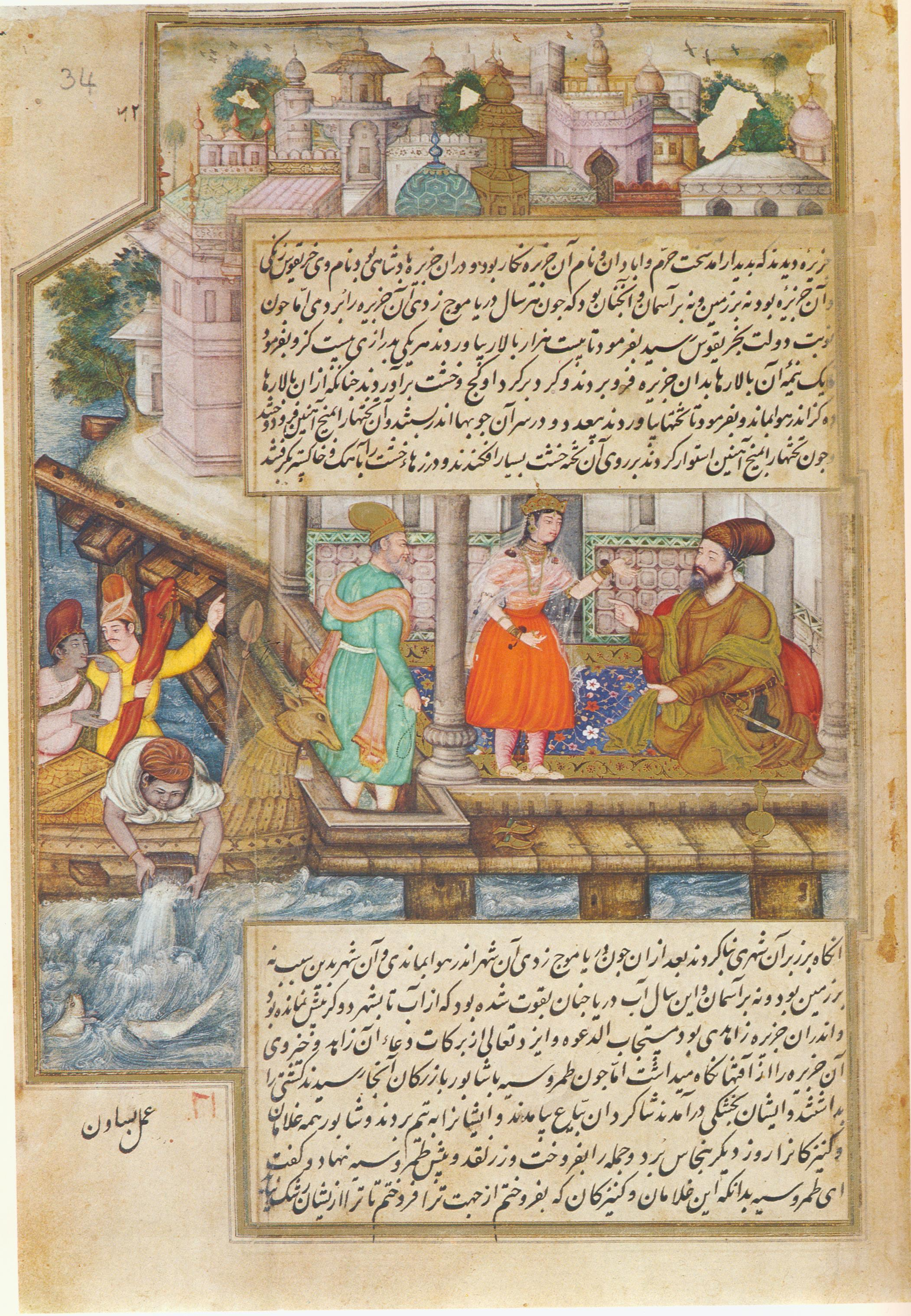
Fol. 34r: Tamrūsīya und Schapur auf der Insel Nigar. Maler: Basāwan
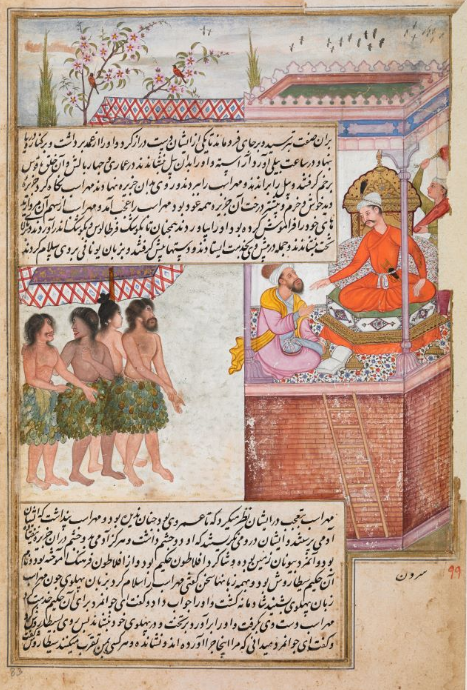
Fol. 47v: Vier Einäugige beobachten Sītārūsch und Mihrāsb. Maler: Sarwan.
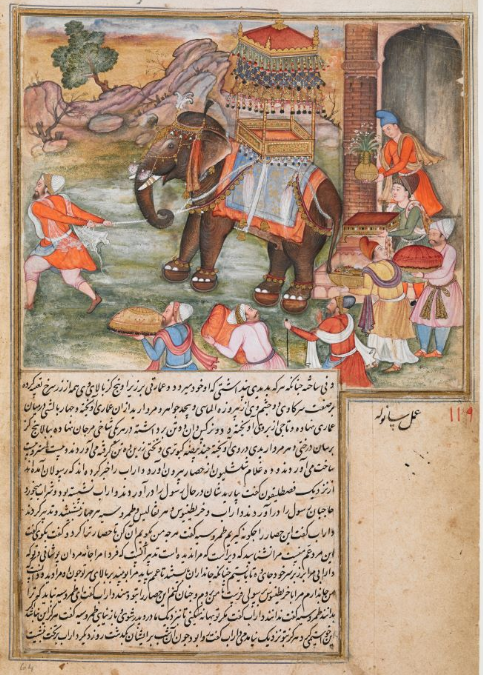
Fol. 66v: Geschenke für Dārāb. Maler: Sānwala.
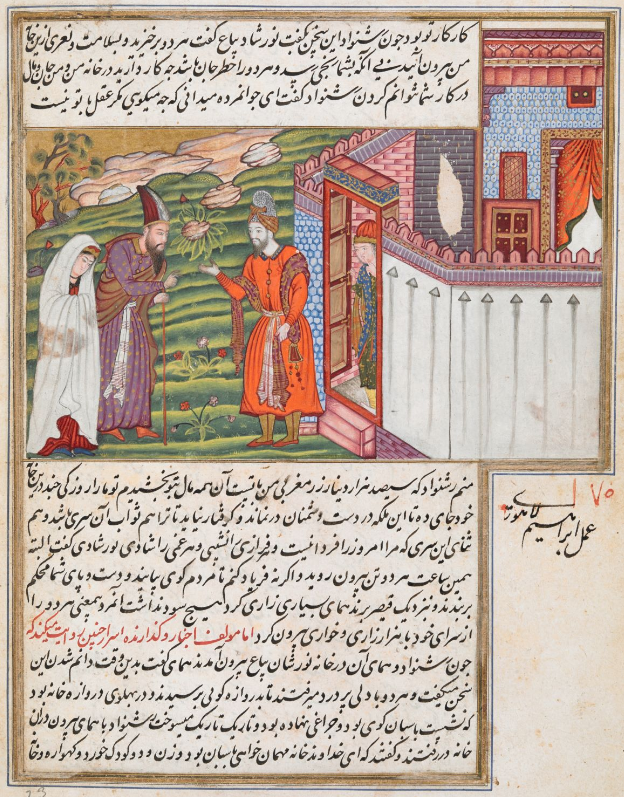
Fol. 107: Humāy und Raschnawad am Haus eines befreundeten Kaufmannes. Maler: Ibrāhīm Lahōrī.